# عملات لوندي

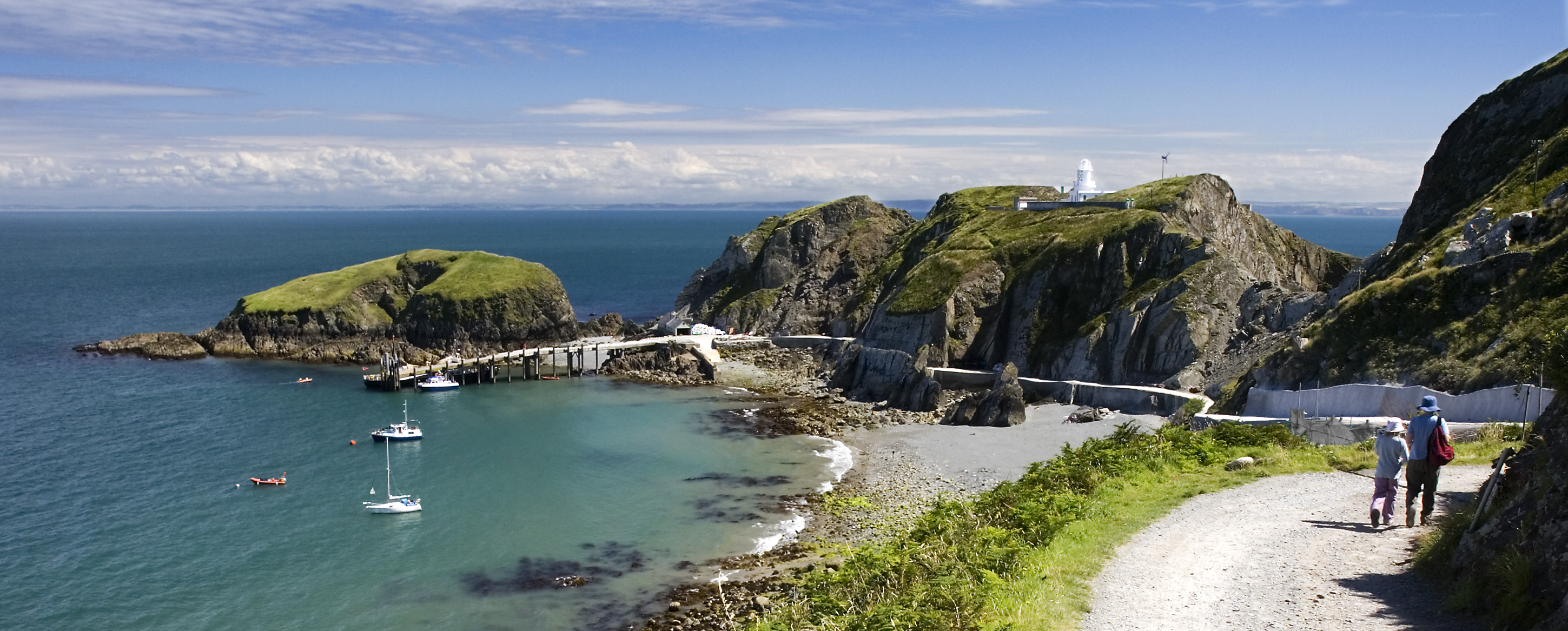
الميناء والرصيف في لوندي

عملات لوندي المعدنية هي إصدارات غير رسمية من جزيرة لوندي، الواقعة في قناة برستل قبالة الساحل الغربي لإنجلترا. صدرت عملتان برونزيتان، "نصف طائر بفن" و"طائر بفن واحد"، بتاريخ عام 1929، وظهرت عليهما صورة مارتن كولز هارمان، مالك الجزيرة والمسؤول عن الإصدار. سُكّت العملات المعدنية مرة أخرى بتصميمات وتواريخ مُعدّلة قليلاً في أعوام 1965 و1977 و2011، كعملات تذكارية أو رمزية غير مخصصة للتداول.

## إصدار العملة المعدنية لعام 1929
صدر الإصدار الأول في عام 1929 من قبل رجل الأعمال الإنجليزي مارتن كولز هارمان، الذي أعلن نفسه "ملك لوندي"، والذي ولد في عام 1885 في ستينينج، ساسكس، والذي اشترى لندي في عام 1925. كان هناك عملتان معدنيتان - نصف بفن وبفن واحد، والتي صنفت بنفس القيمة الاسمية مثل نصف البنس والبنس البريطانيين. يصور وجه العملات المعدنية صورة متجهة إلى اليسار مع "MARTIN·COLES·HARMAN". حواف العملات المعدنية مكتوب عليها "LUNDY LIGHTS AND LEADS"، في إشارة إلى منارتي الجزيرة. يصور ظهر عملة نصف البفن رأس بفن؛ نصف بفن.
يُصوِّر ظهر عملة "وان بفن" طائر بفن متجهًا إلى اليسار على حافة صخرية. ويُعتبر تصميم العملات البسيط والقوي أكثر من كفؤ، إذ يحمل لمسات حداثية بارزة تُنبئ بمدرسة التصميم في أواخر ثلاثينيات القرن العشرين. سُميت العملة "بفن" نظرًا لتاريخ سكان الجزر الطويل في مقايضة ريش طائر البفن بالطعام والسلع الأخرى. صُنعت العملات من البرونز، مما أوقع هارمان في مشكلة مع السلطات البريطانية عام 1930 لسكّه عملات غير مُصرَّح بها.
كان بإمكان زوار الجزيرة استبدال أي عملات "بفن" متبقية في بنوك بيدفورد، التي كانت تُعيد عملات لندي إلى الجزيرة (أخبار العملات 1999). سكّت دار سك العملة التابعة لرالف هيتون، برمنغهام المحدودة، هذه العملات في برمنغهام. وقد لاقت هذه العملة استخدامًا حقيقيًا، وإن كان محدودًا. توفي مارتن كولز هارمان عام 1954.
صكّ رالف هيتون وأبناؤه في برمنغهام 50,000 قطعة برونزية بحجم بنس واحد تقريبًا عام 1929، بالإضافة إلى عدد مماثل من القطع بحجم نصف بنس تقريبًا. كان السعر 50/9 لكل 1000 قطعة للقطعة الأكبر، و26/6 للقطعة الأصغر، وكانت هناك رسوم قدرها 100 جنيه إسترليني لإعداد التصميم وغمر القوالب.
توجد عملات برونزية من إصدار عام 1929، بحافة أكثر سمكًا ودون نقش على الحافة. كما تختلف تفاصيل الوجهين قليلاً. تُعد هذه العملات من القطع النقدية القابلة للتحصيل بكثرة، مع أن أسعارها في السوق الحرة لا تزال معقولة.

## قضايا المحكمة
أرسل هارمان عينات من العملات المعدنية إلى دار سك العملة الملكية وتلقى الشكر عليها، على الرغم من أنهم حذروه بشأن المادة 5 من قانون العملات المعدنية لعام 1870. أجاب هارمان أن لندي كانت مملكة صغيرة في الإمبراطورية البريطانية، ولكن خارج إنجلترا. اعترف بالملك جورج الخامس كرئيس للدولة، ومع ذلك كان مصراً على أن لندي كانت دومينيون تتمتع بالحكم الذاتي داخل الإمبراطورية البريطانية. أدى هذا إلى زيارة من شرطة ديفون ومشرف. أفاد بولت وضباط آخرون برؤية العملات المعدنية (الرموز) قيد الاستخدام في حانة ماريسكو، ممزوجة بالعملة البريطانية الإمبراطورية القياسية. خسر هارمان قضيته في جلسات المحاكمة الجزئية في بيدفورد واستأنف أمام محكمة العدل العليا حيث خسر أيضًا وغُرِّم 5 جنيهات إسترلينية، مع تكاليف قدرها خمسة عشر غينيا (15 جنيهًا إسترلينيًا و15 شلنًا).

### بعض تفاصيل القضايا في المحكمة
كان السير هيو ن. غرينفيل ستوكلي رئيسًا لمحكمة قسم الجلسات الجزئية التي نظرت في قضية المشرف بولت، نيابةً عن مدير النيابة العامة، ضد مارتن كولز هارمان، المتهم في الخامس من مارس/آذار عام 1930، في جزيرة لوندي بمقاطعة ديفون، بإصدار عملة معدنية بقيمة نصف بنس، طواعيةً، خلافًا للمادة الخامسة من قانون سك العملة لعام 1870.
عُقدت محاكمة الاستئناف في 13 يناير/كانون الثاني 1931 في دائرة المحكمة الملكية بمحكمة العدل العليا بلندن، وكان من المأمول آنذاك أن تُحسم وضع لوندي نهائيًا. لم يحدث ذلك، لكنه أظهر مدى الاضطراب الذي كان عليه الوضع. في دفاعه، قال هارمان إنه يملك كل الحق في سك النقود، لأن لوندي، على حد تعبيره، كانت "مملكة صغيرة، ذات حكم ذاتي"، خارجة عن نطاقها عمليًا. وأشار إلى أن سكان لوندي لم يدفعوا أي ضرائب لإنجلترا قط، وكانوا خاضعين للجمارك عند دخولهم إليها، لأن لوندي نفسها كانت ميناءً حرًا. قال المدعي العام، الذي كان يُقاضي هارمان، إن لوندي كانت بلا شك مدينة فاضلة، لكن سكانها سيكونون سعداء بنفس القدر إذا رُسم وجه الملك جورج الخامس، بدلًا من هارمان، على عملة المدينة. (كان وجه هارمان على مقدمة العملات المعدنية، ووجه طائر البفن على ظهرها. كانت هناك فئتان، عملة بفن واحد وعملة نصف بفن، قابلة للتحويل بسهولة إلى بنس واحد وها بنس واحد بسعر الصرف القانوني.)

## إصدار عام 1965 من مجلة لوندي للعملات المعدنية
في عام 1965، صدر إصدارٌ ثانٍ من العملات المعدنية، صنعه جون بينشز. كان هذا إصدارًا تذكاريًا لإحياء الذكرى الأربعين لشراء مارتن كولز هارمان لمدينة لوندي. تحمل العملات المعدنية نفس تصميم عملات إصدار عام 1929، لكن بحواف بسيطة وتاريخ 1965. صُكّت العملات في مجموعات تجريبية من البرونز والنيكل والنحاس الأصفر والذهب. صدرت في علبة خاصة يوجد منها نوعان على الأقل. صدر 3000 مجموعة من المعادن الأساسية و25 مجموعة من الذهب.
بالإضافة إلى المجموعات، صدرت 25 عملة ذهبية من كل فئة لأغراض العرض. أُفيد باحتمال وجود عملات لوندي مزورة. يبدو هذا مستبعدًا، وقد يكون الخلط بين "العملات النمطية" أو بين إصدارات عامي 1929 و1965 قد أدى إلى تفسير خاطئ. بخلاف إصدارات عام 1929 التي تداولوها، لا تُعتبر هذه العملات عمومًا من العملات النقدية.

### عملات لوندي - 1929، 1965، 1977 و2011

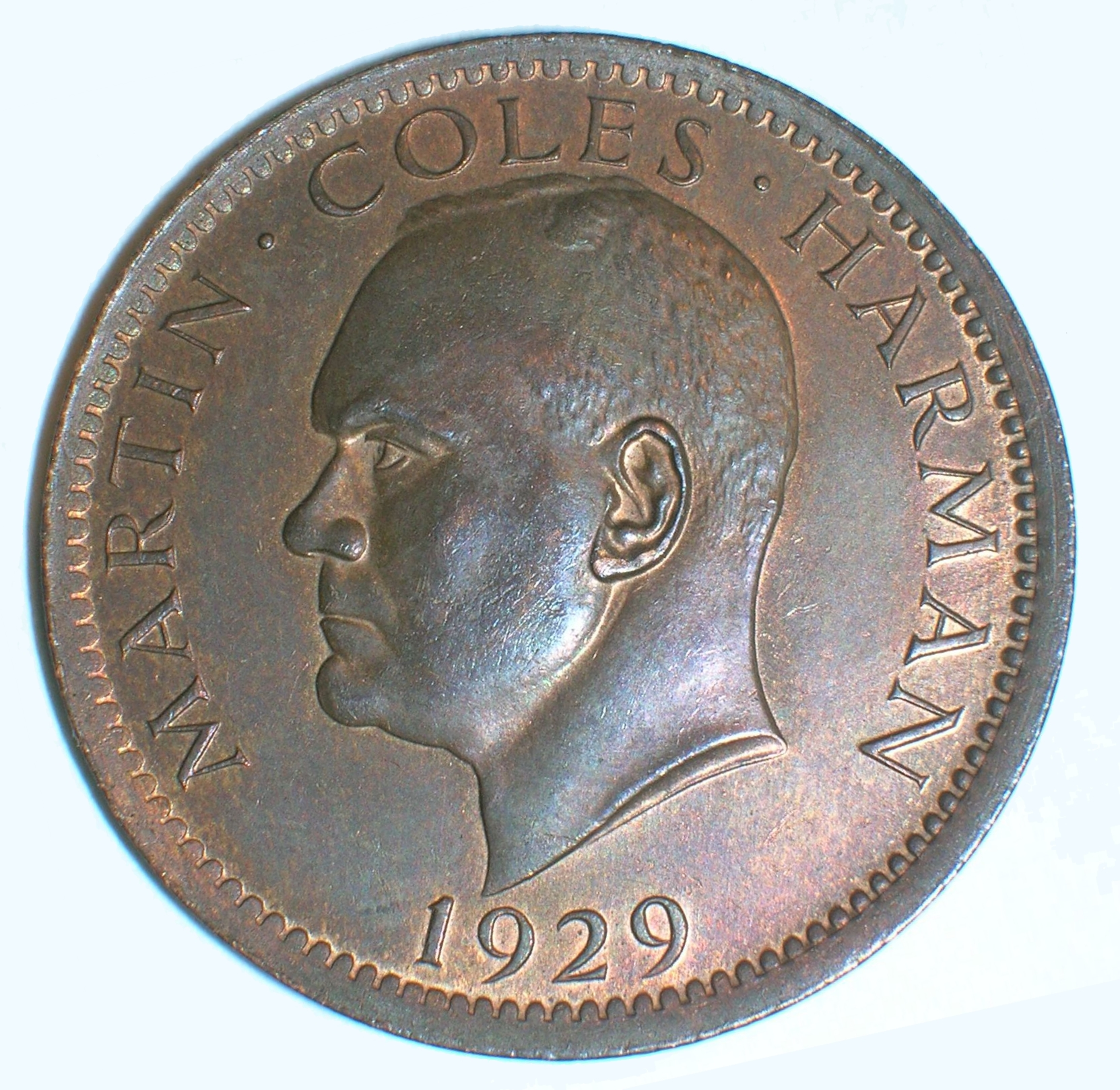
عملة البفن 1929
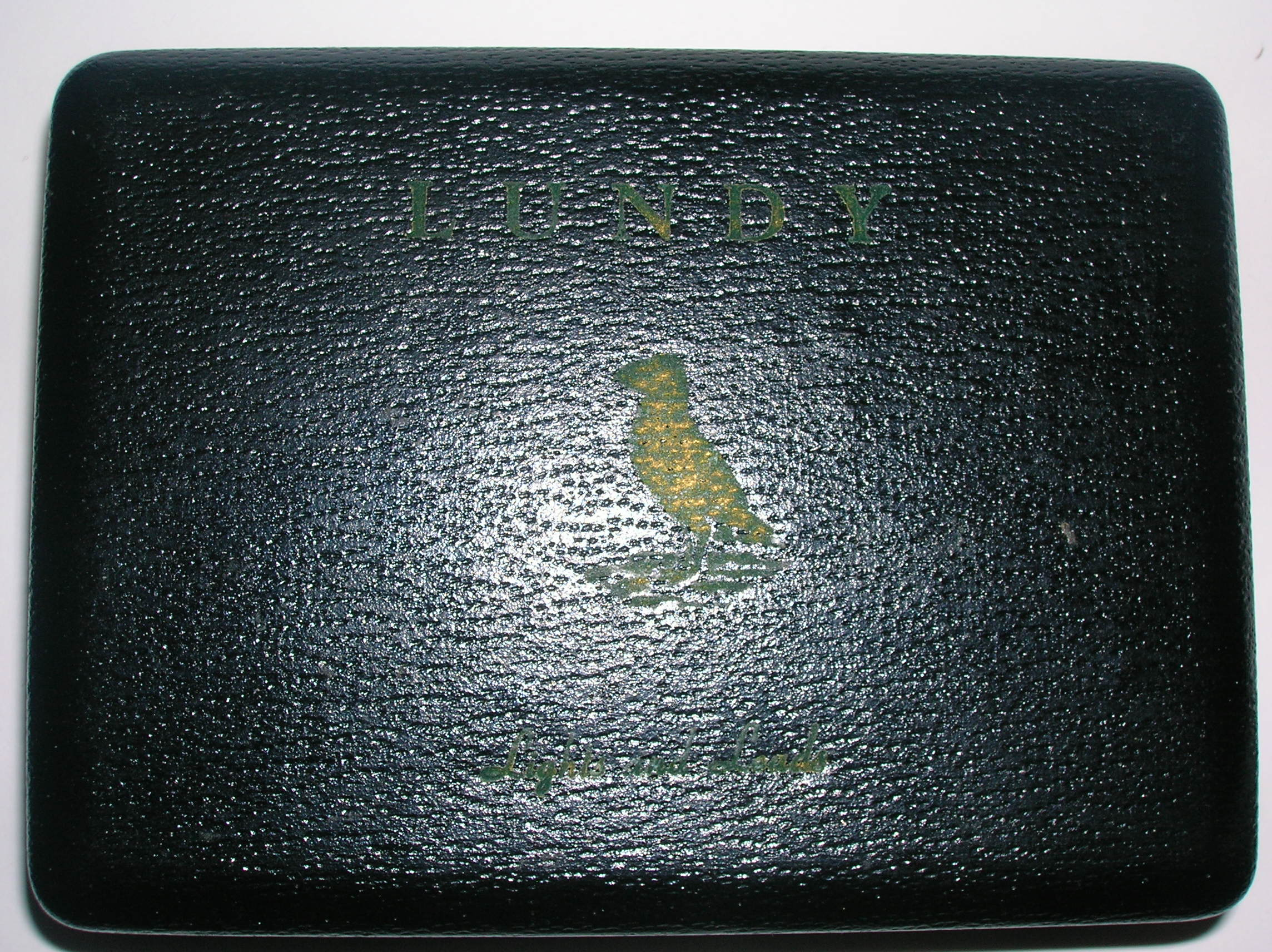
علبة عملات خيالية من عام 1965
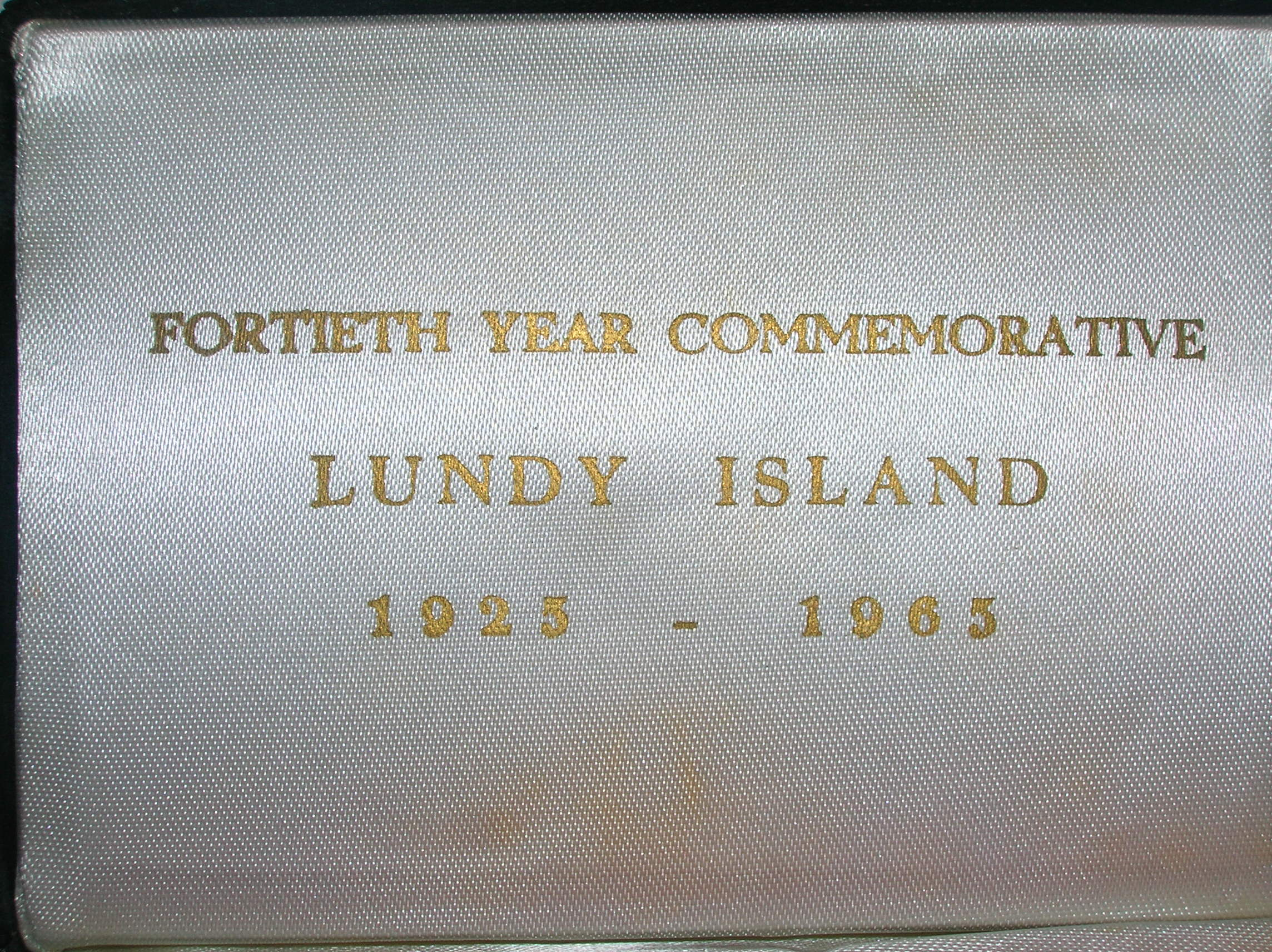
تفاصيل مجموعة العملات الخيالية لعام 1965
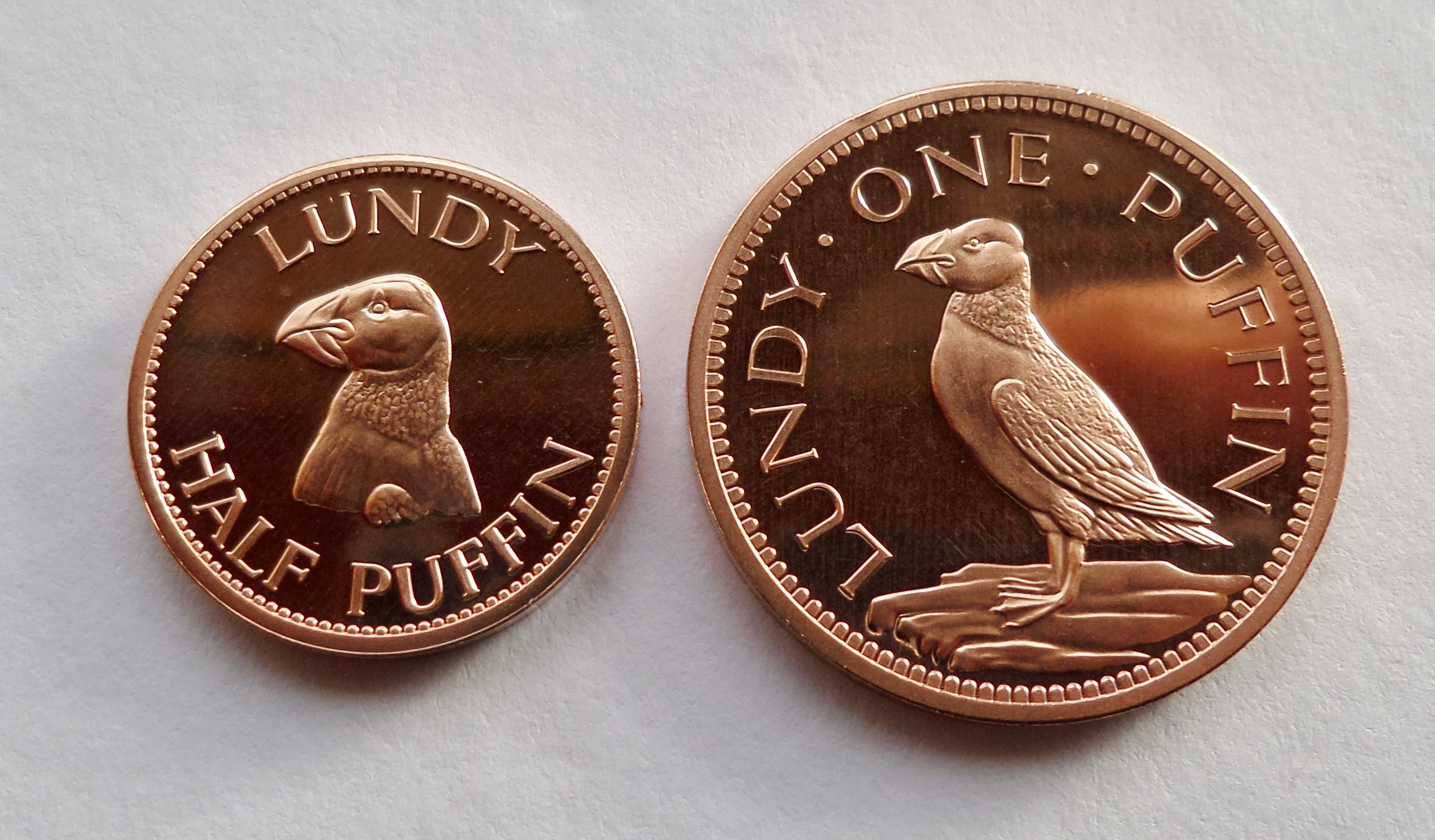
عملات البفن لعام 1977
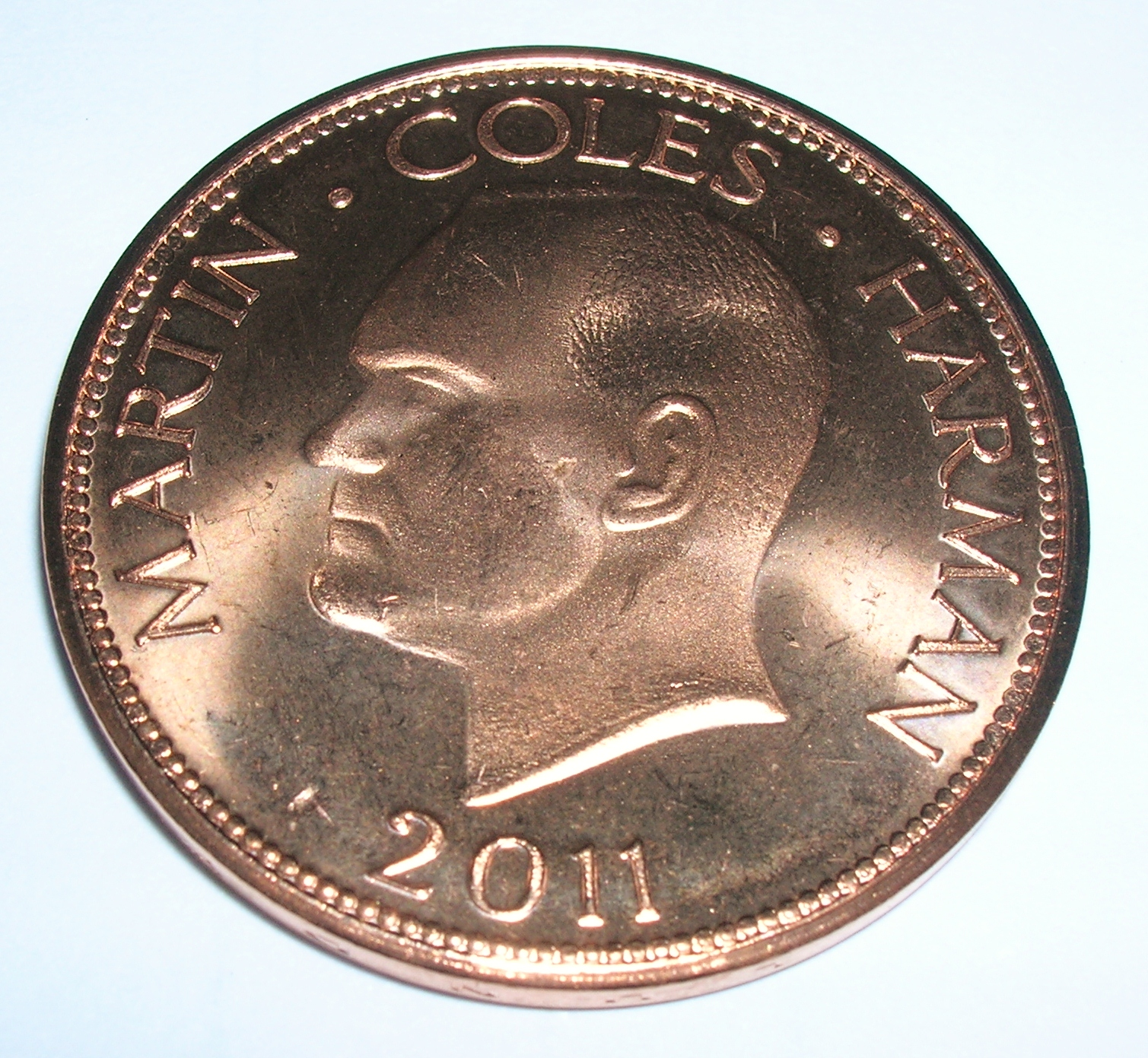
عملة البفن 2011 1

## عملات معدنية من عام 1977
في عام 1977، زارت الملكة إليزابيث الثانية جزيرة لوندي ضمن احتفالات اليوبيل الفضي لتوليها العرش. أُنتج 1977 عملة نحاسية من فئة "بفن" ونصف "بفن" تحمل هذا التاريخ. تتشابه تصاميمها إلى حد كبير، إن لم تكن مطابقة، مع إصدارات عامي 1929 و1965، إلا أنها لا تحمل نقش الحافة. ليس من الواضح متى سُكّت، إذ لم تُطرح في سوق العملات إلا عام 2014.

## عملات معدنية لعام 2011
مجموعة من خمس عملات لوندي "خيالية" طرحت للبيع في عام 2011. هذه العملات الخمس مؤرخة بعام 2011 وهي من فئات Puffin: نصف، واحد، اثنان، أربعة وستة P. هذه المجموعة مميزة حيث إصدرت عملات نصف وواحدة فقط من عملات Puffin في الماضي. وهي تحمل نفس نقش الحافة مثل العملات الأصلية لعام 1929، على الرغم من أن النقش محفور بدلاً من أن يكون بارزًا وصورة مماثلة محفورة بشكل أقل جرأة لمارتن كولز هارمان. النصف وواحد P من النحاس المطلي بالنحاس، والاثنان والأربعة في النحاس والستة P من النيكل النحاسي. عملات نصف وواحدة من عملات Puffin أصغر في الحجم. يبلغ حجم عملات Puffin لعامي 1929 و1965 29.29 مم بينما يبلغ حجم عملات Puffin لعام 2011 27.3 مم. أنصاف عملات Puffin متطابقة تقريبًا في الحجم. العملة المعدنية ذات الحرفين P عليها طائرا بفن يحلقان، والعملة المعدنية ذات الحرفين P الأربعة عليها منارة لندي مع أربعة طيور بفن تحلق بجانبها، والعملة المعدنية ذات الحرفين P الستة عليها قلعة تريسكو على ظهرها مع ستة طيور بفن تحلق فوقها. العملة المعدنية ذات الحرفين P الستة لها حافة مسننة وهي بحجم التاج. جودة هذه العملات المعدنية عالية جدًا.

## توماس بوشيل وعملات الحرب الأهلية
هناك صلة أخرى محتملة بالعملات المعدنية من خلال أنشطة توماس بوشيل، صديق فرانسيس بيكون، وهو مؤيد قوي للقضية الملكية خلال الحرب الأهلية الإنجليزية الأولى، وخبير في التعدين وسك العملات. قيل إنه خلال إقامته في لندي أنتج عملات معدنية للملك تشارلز الأول، إلا أنه لم يُعثر على دليل قاطع، ويظل الأمر مجرد تكهنات. احتفظ بلوندي للملك، وكانت هذه آخر منطقة من أراضي الملك تستسلم للقوات البرلمانية المنتصرة بعد حصار دام عامًا.

## الفهرس
- بيكر، توماس دبليو. (1961). عملات البفن في لندي . [ رقم ISBN مفتقد ]

## روابط خارجية
- كوينكرافت.كوم
- تاريخ جزيرة لندي
- تفاصيل شركة Pinches، الشركة المصنعة لعملات Lundy لعام 1965
- مقالة أرشيفية وزمنية
- تقارير عن تزوير عملات لندي